# Ntokou-Pikounda Nationalpark
Ntokou-Pikounda Nationalpark er et 4.572 km2 stort beskyttet område i Congobassinet i Republikken Congo. Parken er kendt som "Green Abyss" fra J. Michael Fays MegaTransect. Byerne og landsbyerne omkring parken har en samlet befolkning på 25.000-30.000 mennesker, og der er kun få faciliteter for turister.

## Dyreliv
Parken blev oprettet den 28. december 2012, da det congolesiske ministerråd og præsident Denis Sassou Nguesso vedtog dekretet om oprettelse af Ntokou-Pikounda nationalpark, primært for at beskytte en anslået befolkning på 15.000 lavlandsgorillaer. Parken har også en anslået bestand på 8.000 skovelefanter og 950 chimpanser. Det er også blevet udpeget som et vigtigt fugleområde (IBA) af BirdLife International, fordi det understøtter betydelige bestande af mange fuglearter.